# 2010 en athlétisme
Cet article récapitule les faits marquants de l'année 2010 en athlétisme, les grandes compétitions de l'année, les records mondiaux et continentaux battus en 2010 et les décès d'athlètes survenus en 2010.

## Faits marquants

### Février
- 13 février 2010 : l'Espagnol Sergio Sánchez établit en 7 min 32 s 41 un nouveau record d'Europe du 3 000 m en salle à l'occasion du meeting de Valence.
- 14 février 2010 : le Français Bouabdellah Tahri bat le record d'Europe en salle du 5 000 m à l'occasion du meeting de Metz. Il réalise le temps de 13 min 11 s 13.

### Mars
- 13 mars 2010 : l'Américain Ashton Eaton bat le record du monde en salle de l'heptathlon lors des Championnats NCAA, totalisant 6 499 points.
- 14 mars 2010 : le Français Teddy Tamgho améliore le record du monde en salle du triple saut en finale des championnats du monde en salle de Doha, réalisant 17,90 m à son dernier essai.

### Juin
- 6 juin 2010 : Anita Włodarczyk bat son propre record du monde du lancer de marteau avec un jet de 78,30 m lors de la réunion de Bydgoszcz.

### Août
- 1er août 2010 : à l'issue des Championnats d'Europe de Barcelone. La Russie occupe la tête du classement par nations avec 24 médailles dont 10 d'or. La France obtient le meilleur résultat de son histoire avec 18 titres, dont 3 remportés par le sprinteur Christophe Lemaitre.
- 7 août 2010 : Tyson Gay remporte le meeting de Stockholm devant Usain Bolt, mettant fin à une série d'invincibilité du Jamaïcain de près de deux ans.
- 22 août 2010 : le Kényan David Rudisha bat le record du monde du 800 mètres lors du meeting de Berlin en réalisant le temps de 1 min 41 s 09. Il améliore de 3 centièmes de seconde la marque du Danois Wilson Kipketer datant de la saison 1997.
- 29 août 2010 : David Rudisha bat son propre record du monde du 800 m lors du meeting de Rieti avec 1 min 41 s 01.

### Octobre
- 5 octobre 2010 : Christophe Lemaitre et Blanka Vlašić sont désignés athlètes européens 2010.

### Novembre
- 21 novembre 2010 : David Rudisha et Blanka Vlašić reçoivent le trophée de l'athlète de l'année 2010.

### Décembre
- 10 décembre 2010 : dans le cadre de l'opération Galgo, la championne du monde du 3000 mètres steeple et vice-présidente de la Fédération espagnole d'athlétisme, Marta Dominguez est suspendue de ses fonctions administratives pour trafic de produit dopant.

## Compétitions

### Mondiales
| Compétition                                 | Lieu        | Date              |
| ------------------------------------------- | ----------- | ----------------- |
| Championnats du monde d'athlétisme en salle | Doha        | 12 - 14 mars      |
| Championnats du monde de cross-country      | Bydgoszcz   | 28 mars           |
| Ligue de diamant                            | 14 meetings | 14 mai au 27 août |
| Coupe du monde de marche                    | Chihuahua   | 15 et 16 mai      |
| Championnats du monde juniors               | Moncton     | 19 au 25 juillet  |
| Jeux olympiques de la jeunesse              | Singapour   | 17 - 23 août      |
| Coupe continentale                          | Split       | 4 - 5 septembre   |
| Jeux du Commonwealth                        | New Delhi   | 6 - 14 octobre    |
| Championnats du monde de semi-marathon      | Nanning     | 16 octobre        |

### Continentales

#### Afrique
| Compétition            | Lieu    | Date                  |
| ---------------------- | ------- | --------------------- |
| Championnats d'Afrique | Nairobi | 28 juillet - 1er août |

#### Amérique du Nord, centrale et Caraïbes
| Compétition                              | Lieu                 | Date                  |
| ---------------------------------------- | -------------------- | --------------------- |
| Championnats NACAC espoirs               |                      |                       |
| Championnats d'Amérique de cross-country | Mont Irvine          | 6 mars                |
| Jeux d'Amérique centrale et des Caraïbes | Porto Rico /Mayagüez | 17 juillet - 1er août |

#### Amérique du Sud
| Compétition         | Lieu     | Date         |
| ------------------- | -------- | ------------ |
| Jeux sud-américains | Medellín | 19 - 30 mars |

#### Asie
| Compétition                  | Lieu    | Date                   |
| ---------------------------- | ------- | ---------------------- |
| Championnats d'Asie en salle | Téhéran | 24 - 26 février        |
| Jeux sud-asiatiques          | Dhâkâ   | 29 janvier - 8 février |
| Jeux asiatiques              | Canton  | 21 - 27 novembre       |

#### Europe
| Compétition                           | Lieu      | Date                  |
| ------------------------------------- | --------- | --------------------- |
| Coupe d'Europe hivernale des lancers  | Arles     | 20 - 21 mars          |
| Championnats d'Europe par équipes     | Bergen    | 19 - 20 juin          |
| Coupe d'Europe des épreuves combinées | Tallinn   | 26 - 27 juin          |
| Championnats d'Europe                 | Barcelone | 27 juillet - 1er août |
| Championnats d'Europe de cross        | Albufeira | 12 décembre           |

#### Océanie
| Compétition            | Lieu   | Date              |
| ---------------------- | ------ | ----------------- |
| Championnats d'Océanie | Cairns | 23 - 25 septembre |

## Records du monde

### En salle

#### Hommes
| Épreuve     | Athlète      | Nation     | Performance  | Lieu         | Date         |
| ----------- | ------------ | ---------- | ------------ | ------------ | ------------ |
| Triple saut | Teddy Tamgho | France     | 17,90 m      | Doha         | 14 mars 2010 |
| Heptathlon  | Ashton Eaton | États-Unis | 6 499 points | Fayetteville | 13 mars 2010 |

#### Femmes
Aucun record du monde féminin en salle n'a été homologué en 2010.

### En extérieur

#### Hommes
| Épreuve       | Athlète               | Nation   | Performance     | Lieu     | Date              |
| ------------- | --------------------- | -------- | --------------- | -------- | ----------------- |
| 800 m         | David Rudisha         | Kenya    | 1 min 41 s 09   | Berlin   | 22 août 2010      |
| 800 m         | David Rudisha         | Kenya    | 1 min 41 s 01   | Rieti    | 29 août 2010      |
| 10 km (route) | Leonard Komon         | Kenya    | 26 min 44 s     | Utrecht  | 26 septembre 2010 |
| 15 km (route) | Leonard Patrick Komon | Kenya    | 41 min 13 s*    | Nimègue  | 21 novembre 2010  |
| Semi-marathon | Zersenay Tadese       | Érythrée | 58 min 23 s     | Lisbonne | 21 mars 2010      |
| 25 kilomètres | Samuel Kiplimo Kosgei | Kenya    | 1 h 11 min 50 s | Berlin   | 9 mai 2010        |

* En attente de ratification

#### Femmes
| Épreuve           | Athlète          | Nation  | Performance     | Lieu      | Date        |
| ----------------- | ---------------- | ------- | --------------- | --------- | ----------- |
| Lancer du marteau | Anita Włodarczyk | Pologne | 78,30 m         | Bydgoszcz | 6 juin 2010 |
| 25 km (route)     | Mary Keitany     | Kenya   | 1 h 19 min 53 s | Berlin    | 9 mai 2010  |

## Meilleures performances mondiales de l'année
Meilleures performances de l'année établies durant la saison 2010.

### Hommes
Ce tableau récapitule les meilleures performances de l'année en salle/en plein air confondues :
| Épreuve               | Performance     | Athlète                       |
| --------------------- | --------------- | ----------------------------- |
| 50 mètres             | 5 s 71          | Sam Effah Christophe Lemaitre |
| 60 mètres             | 6 s 48          | Dwain Chambers                |
| 100 mètres            | 9 s 78          | Tyson Gay Nesta Carter        |
| 200 mètres            | 19 s 56         | Usain Bolt                    |
| 400 mètres            | 44 s 13         | Jeremy Wariner                |
| 800 mètres            | 1 min 41 s 01   | David Rudisha                 |
| 1 000 mètres          | 2 min 13 s 62   | Abubaker Kaki                 |
| 1 500 mètres          | 3 min 29 s 27   | Silas Kiplagat                |
| Mile                  | 3 min 49 s 56   | Asbel Kiprop                  |
| 2 000 mètres          | 4 min 52 s 90   | Sergio Sánchez                |
| 3 000 mètres          | 7 min 28 s 70   | Tariku Bekele                 |
| 5 000 mètres          | 12 min 51 s 21  | Eliud Kipchoge                |
| 10 000 mètres         | 26 min 56 s 74  | Josphat Menjo                 |
| 10 kilomètres         | 26 min 44 s     | Leonard Patrick Komon         |
| 15 kilomètres         | 4 min 13 s      | Leonard Patrick Komon         |
| 20 kilomètres         | 55 min 21 s     | Zersenay Tadese               |
| Semi-marathon         | 58 min 23 s     | Zersenay Tadese               |
| 25 kilomètres         | 1 h 11 min 50 s | Samuel Kiplimo Kosgei         |
| 30 kilomètres         | 1 h 28 min 46 s | Tsegay Kebede                 |
| Marathon              | 2 h 04 min 48 s | Patrick Makau Musyoki         |
| 100 kilomètres        | 6 h 28 min 51 s | Giorgio Calcaterra            |
| 50 mètres haies       | 6 s 40          | Dayron Robles                 |
| 60 mètres haies       | 7 s 34          | David Oliver                  |
| 110 mètres haies      | 12 s 89         | David Oliver                  |
| 400 mètres haies      | 47 s 32         | Bershawn Jackson              |
| 3000 mètres steeple   | 8 min 00 s 90   | Brimin Kipruto                |
| Saut en hauteur       | 2,38 m          | Ivan Ukhov                    |
| Saut à la perche      | 6,01 m          | Steven Hooker                 |
| Saut en longueur      | 8,47 m          | Christian Reif                |
| Triple saut           | 17,98 m         | Teddy Tamgho                  |
| Lancer du poids       | 22,41 m         | Christian Cantwell            |
| Lancer du disque      | 71,45 m         | Gerd Kanter                   |
| Lancer du marteau     | 80,99 m         | Koji Murofushi                |
| Lancer du javelot     | 90,37 m         | Andreas Thorkildsen           |
| Heptathlon            | 6 499 points    | Ashton Eaton                  |
| Décathlon             | 8 483 points    | Bryan Clay                    |
| 5 000 mètres marche   | 18 min 46 s 49  | Alex Schwazer                 |
| 20 kilomètres marche  | 1 h 18 min 24 s | Alex Schwazer                 |
| 50 kilomètres marche  | 3 h 40 min 37 s | Yohan Diniz                   |
| Relais 4 × 100 mètres | 37 s 45         | États-Unis                    |
| Relais 4 × 200 mètres | 1 min 20 s 38   | États-Unis                    |
| Relais 4 × 400 mètres | 2 min 58 s 83   | États-Unis                    |
| Relais 4 × 800 mètres | 7 min 15 s 38   | États-Unis                    |

### Femmes
Ce tableau récapitule les meilleures performances de l'année en salle/en plein air confondues :
| Épreuve               | Performance     | Athlète                 |
| --------------------- | --------------- | ----------------------- |
| 50 mètres             | 6 s 21          | Sheri-Ann Brooks        |
| 60 mètres             | 6 s 97          | LaVerne Jones-Ferrette  |
| 100 mètres            | 10 s 78         | Veronica Campbell-Brown |
| 200 mètres            | 21 s 98         | Veronica Campbell-Brown |
| 400 mètres            | 49 s 64         | Debbie Dunn             |
| 800 mètres            | 1 min 57 s 34   | Alysia Johnson          |
| 1 000 mètres          | 2 min 36 s 07   | Mariya Savinova         |
| 1 500 mètres          | 3 min 57 s 65   | Anna Alminova           |
| Mile                  | 4 min 23 s 53   | Gelete Burka            |
| 2 000 mètres          | 5 min 41 s 55   | Renata Plis             |
| 3 000 mètres          | 8 min 24 s 46   | Meseret Defar           |
| 5 000 mètres          | 14 min 24 s 41  | Meseret Defar           |
| 10 000 mètres         | 31 min 04 s 52  | Meselech Melkamu        |
| 10 kilomètres         | 30 min 45 s     | Lineth Chepkurui        |
| 15 kilomètres         | 47 min 48 s     | Peninah Jerop Arusei    |
| 20 kilomètres         | 1 h 03 min 47 s | Mare Dibaba             |
| Semi-marathon         | 1 h 07 min 07 s | Elvan Abeylegesse       |
| 25 kilomètres         | 1 h 19 min 53 s | Mary Jepkosgei Keitany  |
| 30 kilomètres         | 1 h 39 min 28 s | Atsede Baysa            |
| Marathon              | 2 h 22 min 00 s | Liliya Shobukhova       |
| 50 mètres haies       | 6 s 81          | Christina Vukicevic     |
| 60 mètres haies       | 7 s 72          | LoLo Jones              |
| 100 mètres haies      | 12 s 52         | Priscilla Lopes-Schliep |
| 400 mètres haies      | 52 s 82         | Lashinda Demus          |
| 3 000 mètres steeple  | 9 min 11 s 71   | Milcah Cheywa           |
| Saut en hauteur       | 2,06 m          | Blanka Vlašić           |
| Saut à la perche      | 4,89 m          | Jennifer Suhr           |
| Saut en longueur      | 7,13 m          | Olga Kucherenko         |
| Triple saut           | 15,25 m         | Olga Rypakova           |
| Lancer du poids       | 21,70 m         | Nadzeya Ostapchuk       |
| Lancer du disque      | 67,78 m         | Nadine Müller           |
| Lancer du marteau     | 78,30 m         | Anita Włodarczyk        |
| Lancer du javelot     | 68,89 m         | Maria Abakumova         |
| Pentathlon            | 4 937 points    | Jessica Ennis           |
| Heptathlon            | 6 823 points    | Jessica Ennis           |
| 10 kilomètres marche  | 42 min 40 s 33  | Beatriz Pascual         |
| 20 kilomètres marche  | 1 h 25 min 11   | Anisya Kirdyapkina      |
| Relais 4 × 100 mètres | 42 s 29         | Ukraine                 |
| Relais 4 × 200 mètres | 1 min 29 s 42   | États-Unis              |
| Relais 4 × 400 mètres | 3 min 21 s 26   | Russie                  |
| Relais 4 × 800 mètres | 8 min 12 s 41   | Russie                  |

## Fin de carrière
- 7 novembre 2010 : Haile Gebreselassie annonce sa fin de carrière, il reviendra sur sa décision quelques jours plus tard.

## Décès
- 22 janvier 2010 : Clayton Gerein, athlète canadien vainqueur de 12 médailles lors des Jeux paralympiques.
- 6 février 2010 : Kipkemboi Kimeli, athlète kényan médaillé de bronze du 10 000 mètres lors des Jeux olympiques de 1988.
- 1er mars 2010 : Clifton Forbes, athlète et entraineur jamaïcain.
- 2 mars 2010 : Paul Drayton, athlète américain champion olympique du 4 × 400 m lors des Jeux olympiques de 1964.
- 17 mars 2010 : Wayne Collett, sprinteur américain médaillé d'argent du 400 mètres lors des Jeux olympiques de 1972
- 10 août 2010 : Antonio Pettigrew, sprinter américain
- 29 août 2010 : Dejene Berhanu, coureur de fond éthiopien
- 11 septembre 2010 : Taavi Peetre, lanceur de poids estonien